# Червінська Ольга В'ячеславівна
Червінська Ольга В'ячеславівна (7 лютого 1947, м. Ярославль, РРФСР, СРСР) — український літературознавець, педагог. Доктор філологічних наук, професор, заслужений працівник освіти України.

## Біографія
Народилася 7 лютого 1947 року в Ярославлі.
У 1970 році закінчила Чернівецький державний університет, здобувши кваліфікацію філолога, вчителя російської мови і літератури. Трудову діяльність розпочала з посади вчителя російської мови та літератури в середній загальноосвітній школі с. Білівці Хотинського району Чернівецької області (1970–71 н. р.). З 1971 р. на погодинній основі починає викладати на кафедрі зарубіжної літератури факультету іноземних мов ЧДУ. У 1971–78 рр. працювала бібліотекарем наукової бібліотеки ЧДУ та з 1976 р. знову погодинно викладала на кафедрі зарубіжної літератури. З 1979 р. перейшла на посаду асистента кафедри російської літератури ЧДУ.
У 1987 р. захистила дисертацію «Функціонування в літературі традиційного образу історичного походження» («Функционирование в литературе традиционного образа исторического происхождения», науковий керівник проф. Волков А. Р.) та здобула науковий ступінь кандидата філологічних наук.. З 1989 р. на посаді доцента кафедри зарубіжної літератури Чернівецького університету. У 1998 р. захистила дисертацію «Рецепція літературного напряму в аспекті жанрової продуктивності традиції: акмеїстичний досвід» («Рецепция литературного направления в аспекте жанровой продуктивности традиции: акмеистический опыт») на здобуття наукового ступеня доктора філологічних наук. У 2003 р. присвоєно вчене звання професора.
З 2001 року очолює кафедру зарубіжної літератури та теорії літератури на філологічному факультеті. З 2004 року – головний редактор наукового журналу «Питання літературознавства». Також є членом редколегій таких видань: «Науковий вісник ЧНУ. Слов'янська філологія», «Буковинський журнал», «Актуальні проблеми романо-германської філології та прикладної лінгвістики», міжнародного філологічного журналу «Миргород» (Седльце, Польща), міжнародного журналу «Новая русистика / Nova rusistica» (Брно, Чехія).
Має статус іноземного співробітника Афінського університету (відділення славістики, Греція), є науковим консультантом літературознавчих проектів Інституту грузинської літератури імені Шота Руставелі (Тбілісі, Грузія), а також співорганізатором наукових конференцій, колоквіумів, семінарів і проєктів в Англії, Білорусі, Греції, Грузії, Литві, Польщі, Чехії. Систематично координує Міжнародні літературознавчі конференції в ЧНУ.
Бере активну участь у підготовці професійних філологів: читає різноманітні теоретико- й історико-літературні курси, серед яких «Вступ до літературознавства», «Теорія літератури», «Літературознавчий аналіз тексту», «Рецептивна поетика», «Історія зарубіжної літератури», «Російська література», «Сучасні інтерпретації Шекспіра», входить до складу спеціалізованої вченої ради на здобуття наукового ступеня кандидата філологічних наук за спеціальностями 10.01.01 — українська література та 10.01.06 — теорія літератури при філологічному факультеті ЧНУ, опонує на захистах кандидатських і докторських дисертацій, керує аспірантським і докторантським науковими семінарами.
Під її керівництвом захищено 14 кандидатських дисертацій зі спеціальностей 10.01.06 — теорія літератури та 10.01.04 — література зарубіжних країн.

## Наукова діяльність
Наукові інтереси: класична поетика, методологія, рецептивна поетика та герменевтика, жанрологія, літературна транзитивність, класична російська література, Срібна доба, кризові стани та явища культури, актуальні проблеми зарубіжної літератури.

#### Праці
Монографії
- Акмеизм в контексте Серебряного века и традиции: монография. Черновцы: Alexandru cel Bun ; Рута, 1997. 272 с.
- Пушкин, Набоков, Ахматова: метафоризм русского лирического романа: монография. Черновцы: Рута, 1999. 152 с.
- Червінська О. Аргументи форми: монографія. Чернівці: Чернівецький нац. ун-т ім. Ю. Федьковича, 2015. 384 с.

Упорядковані видання
- Поетика містичного: колективна монографія / упорядк. О. Червінської. Чернівці: Чернівецький нац. ун-т ім. Ю. Федьковича, 2011. 320 с.
- Імператив provincia: колективна монографія / упорядк. О. Червінської. Чернівці: Чернівецький нац. ун-т ім. Ю. Федьковича, 2014. 320 с.
- Ректор Червінський: до 100-річчя К. О. Червінського (1919—2002) / упорядк. О. Червінської. Чернівці: Чернівецький нац. ун-т ім. Ю. Федьковича, 2019. 236 с.

Навчальні й наукові посібники
- Волков А., Иванюк Б., Червинская О. Анализ поэтического текста: учеб. пособие. Киев: УМК ВО, 1992. 280 с.
- Червінська О. Рецептивна поетика. Історико-методологічні та теоретичні засади: навч. посібник. Чернівці: Рута, 2001. 56 с.
- Червінська О., Зварич І., Сажина А. Психологічні аспекти актуальної рецепції тексту: Теоретико-методологічний погляд на сучасну практику словесної культури: наук. посібник. Чернівці: Книги — ХХІ, 2009. 284 с. (з грифом МОНУ).

## Нагороди
- Заслужений працівник освіти України (2019).
- Медаль «На славу Чернівців» (2017);